# Jägar- och samlarsamhälle

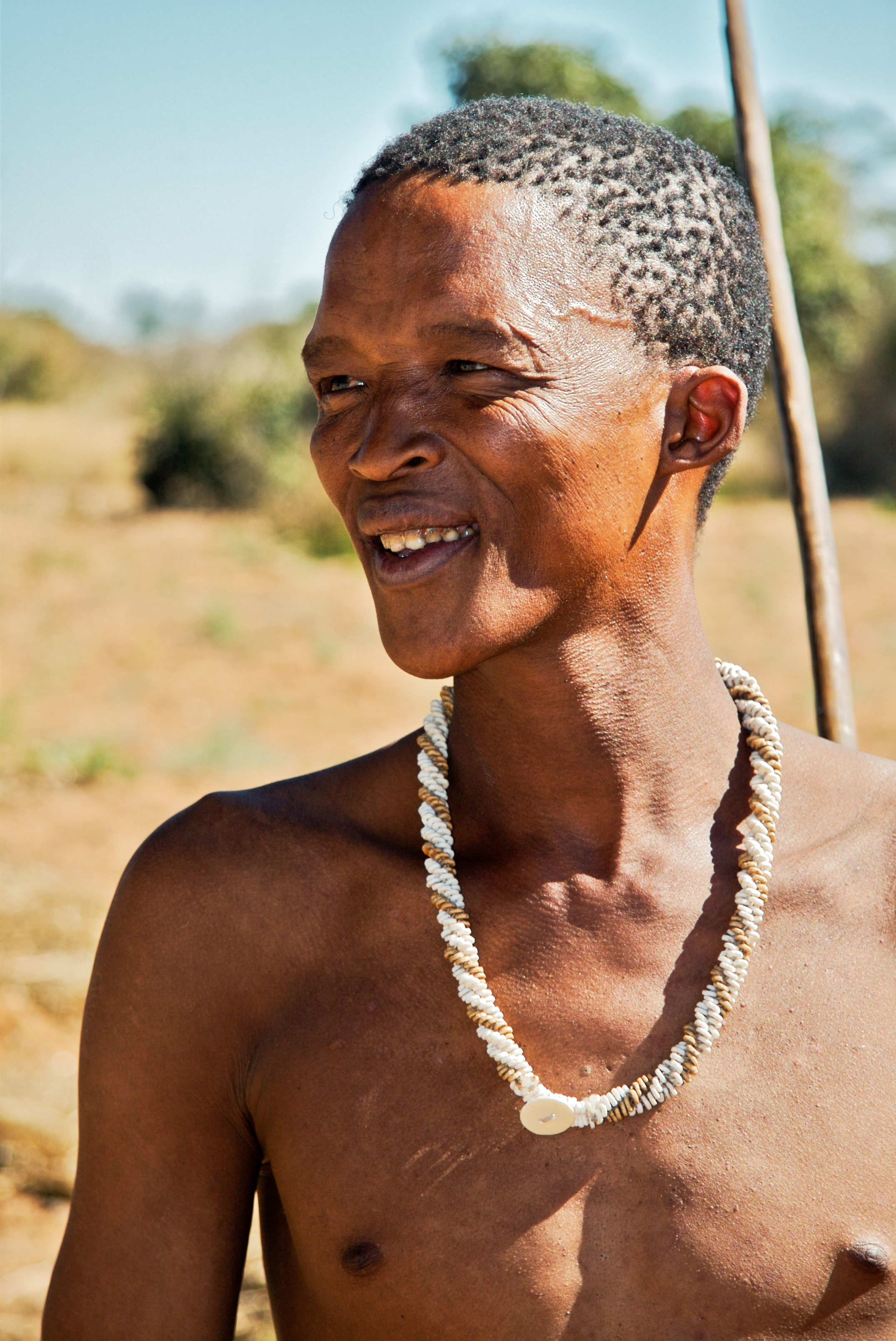
De medlemmar av sanfolket i Namibia som fortfarande lever traditionellt är typiska jägare-samlare

Jägar- och samlarsamhälle är benämningen på den samhällsform, där människorna helt livnär sig på jakt, fiske och insamling av ätbara växter. Större delen av den mänskliga kulturens utveckling har sannolikt utgjorts av  jägar- samlar- och fiskarsamhällen, vilka sedermera helt eller delvis övergått i andra sätt att leva. Den amerikanske antropologen Marshall Sahlins  har kallat jägar- och samlarsamhällena för det "ursprungliga överflödssamhället", eftersom varje individ vanligtvis inte behöver arbeta – samla in mat, bygga bostad, ordna kläder – mer än fyra eller sex timmar per dag.

## Struktur
Jägar- och samlarfolk vandrar omkring och har ingen stadig boplats. Levnadssättet kräver stora ytor. Den areal som en skandinav i ett sådant samhälle för ca 6000 år sedan genomsnittligt behövde för att kunna försörja sig uppskattas i runda tal till tio kvadratkilometer
De få okontaktade folk som idag finns kvar, exempelvis i Amazonas regnskogar, och i Oceanien, är jägare och samlare. I andra jägar- och samlarfolk, som mer eller mindre påverkats av kontakter med den så kallade civilisation genom handel, mission och biståndsinsatser, är det ofta bara en mindre del som lever helt traditionellt medan övriga exempelvis får en mindre andel av sin mat genom jordbruk, handel med något grannfolk eller säsongsarbete, samtidigt som de fortsatt ha kvar sin gamla kultur. Bland dagens mer välkända jägar- och samlarkulturer finns exempelvis bororo och sherente (eller xerente i Amazonas, ge-folken (som talar ge-språk) i sydöstra Brasilien och toba i norra Argentina. I Centralafrika finns mbuti och flera besläktade folk, i Östafrika exempelvis hadzafolket och i södra Afrika sanfolket, tidigare benämnda bushmän. I den australiska urbefolkningen, aboriginerna, finns många olika jägar- och samlarsamhällen. En av de mer kända är tiwierna, som finns på Tiwiöarna. I Asien räknas Veddafolket på Sri Lanka som jägare och samlare liksom birhor med flera folk i Indien, olika filippinska folk som tillsammans brukar kallas agta eller aeta, dajaker på Borneo, kubufolken på Sumatra och i Japan ainu. I kallare trakter finns flera inuitfolk, och i Sibirien flera folk inklusive jukagirerna som finns kring Kolymafloden.
Jägar- och samlarkulturer skiljer sig förstås från varandra men många drag liknar. De för ett kringströvande, nomadiserande levnadssätt. Ofta återkommer man säsongsvis till mer eller mindre återkommande lägerplatser. Dessutom kan man ha mellanläger, slaktplatser och platser för framställning av verktyg där hela eller delar av gruppen - bandet - bor mer tillfälligt. Det kringströvande livet leder till att bara små föremål kan bäras med. Bostäder och landområden betraktas antingen som kollektiv egendom eller som något som inte omfattas av personligt ägande. Hyddorna, som man lämnar bakom sig när man vandrar vidare, är enkla. Vissa aboriginfolk bygger över huvud taget inga hyddor. Däremot kan väskor, kläder och redskap vara fint utsmyckade och räknas som personlig egendom. Man samlar inte rikedom på hög, och därför uppkommer heller inte ekonomisk ojämlikhet. Hos san-folket händer det att särskilt fina föremål cirkulerar runt bland gruppens män, för att inte dyrgripen ska väcka osämja. Jägar- och samlarkulturer kan inte reglera eller styra naturresurserna. Om viltet av något skäl flyttar på sig och inte återkommer till samma betesmarker som de brukat, eller om de växter de samlar tryter på deras gamla marker, måste människorna följa efter. 
Män och kvinnor har ofta olika arbetsuppgifter men i många jägar- och samlarsamhällen betraktas könen som jämlika, och släktskap räknas på både fadern och modern. När arbetsuppgifter skiljer sig åt fördelas de efter ålder, kön och kompetens. Någon utpräglad social stratifiering, där arbetsuppgifter och status ärvs inom gruppen, finns inte, och inte heller social differentiering. Inom marxismen betraktas samhällsformen jägare och samlare som ett slags urkommunism.
Där jordbrukande folk brukar skapa institutionaliserad religion är jägar- och samlarfolks andlighet mer indivuduell. Man brukar ha schamaner, som dock sällan eller aldrig leder hela gruppen i riter. Typiskt finns riter som knyts till individens egna livsstadier; många håller sig med övergångsriter på gränsen mellan barn- och vuxenliv. Vanligt är också att ha en stor uppsättning mytologiska berättelser som berättar om människan och det egna folkets uppkomst och förklarar hur man ska leva. Eftersom man saknar skriftspråk blir denna muntliga tradering det väsentliga sättet att föra seder och bruk samt kunskaper vidare. 

## Band

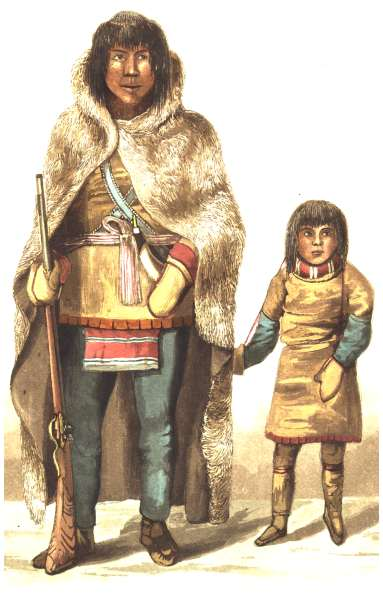
Chipewyernas sociala organisation var traditionellt baserade på lokala och regionala band.

Band är inom socialantropologi och etnografi benämningen på den självförsörjande grupp på 50–300 personer, som utgör jägar- och samlarfolkens basenhet.
Ett band är förknippat med ett visst geografiskt område och inkluderar flera hushåll, ofta bestående av en utökad familj. Medlemmarna av bandet tenderar att vara släkt. Under bristperioder kan bandet delas upp, för att under överflödssäsong återförenas. Ett stort band kan dela upp sig i flera mindre med varsitt geografiska område, som dock fortsätter anse sig höra till samma grupp.
Bandets medlemmar brukar vara inbördes besläktade, dels direkt eller dels genom giften. De sociala relationerna både inom bandet och till andra band i närområdet kännetecknas av ömsesidighet; reciprocitetsprincipen har en framskjuten plats, inte minst genom gåvoekonomi. Gruppen producerar vad den behöver men inte mycket mer. Medlemmarnas sociala status beror antingen på ställning i släktskapssystemet (mor, bror, och så vidare) eller på personliga färdigheter, som att vara skicklig jägare eller krigsledare. 
Inom bandet finns ingen indelning i olika klasser eller grupper. Ledarskapet är informellt; och utgår från kompetens för särskilda uppgifter samt personlig karisma. Konsensusbeslut är vanligt; i ett sådant fall blir det ledarens roll att genomföra det gemensamt fattade beslutet. Till skillnad från folk som lever i stammar har alltså inte egentliga hövdingar eller annat formellt ledarskap med särskilt definierade roller. Alla förväntas bidra med vad de kan, och reciprocitetsprincipen har en framskjuten roll i deras samhälle.

## Jägar- och samlarkultur i mänsklighetens historia
Ursprungligen levde alla människor som jägare och samlare. År 1500 beräknas omkring 1 % av jordens befolkning ha levat i jägar- och samlarsamhällen. Omkring år 2000 beräknas samma siffra till 0,001 %.
Det anses att detta kringströvande levnadssätt i historien ofta övergått till att man följer efter och jagar hjordar av vilda djur, ett levnadssätt som liksom det föregående är nomadiserande. Steget efter detta är att tämja dessa djur, och hålla dem i egna hjordar som man följer till bete och vatten. Därefter inhägnar man dessa hjordar, varvid man blivit bofast och även kan ägna sig åt jordbruk, i början troligen någon form av röjgödslingsjordbruk, och därifrån till mer avancerade former av jordbruk samt djurskötsel. Samtliga utvecklingssteg och övergångarna mellan dem finns ännu idag representerade.